# Lawe Petanduk
Lawe Petanduk is een bestuurslaag in het regentschap Aceh Tenggara van de provincie Atjeh, Indonesië. Lawe Petanduk telt 707 inwoners (volkstelling 2010).